# 快乐886
快乐886是湖南卫视快乐购于2010年1月23日开始使用原长沙人民广播电台的频率88.6 MHz试播并于2010年4月25日正式播出的广播购物频道，是“中国首家广播购物电台”，是原为电视频道的快乐购在“获得弘毅投资等机构3.3亿注资后”的媒体通路扩展。广播覆盖区域包括湖南省长沙、株洲、湘潭等地。广播内容为向以有车一族为主的目标受众推介消费资讯与推销相应商品，设置的具体节目包括食神驾到，礼物，车天下，消费新闻等。
2014年7月25日，长沙人民广播电台结束与湖南卫视快乐购的合作，FM88.6重新归属长沙人民广播电台，并更名为“886资讯台”。而“886资讯台”又于2015年3月16日更名为“HI886•你好电台”，仍归属长沙人民广播电台。2015年12月7日，长沙人民广播电台为细分市场定位，对FM88.6整体改版定位为“BigRadio国际流行音乐台”，打造中部地区城市级首家24小时国际流行音乐频率。

## 资料来源
1. ↑  .   [2010-04-27]. （原始内容存档于2013-10-28）.
2. ↑  .   [2010-04-27]. （原始内容存档于2018-10-01）.